# Adrien Tailhand

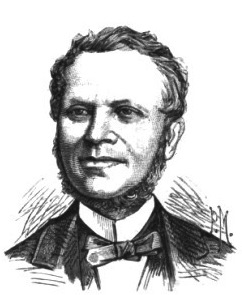
Tailhand, Adrien-Albert (L’Illustration, 30. Mai 1874)

Adrien Albert Tailhand (* 1. Juli 1810 in Aubenas, Département Ardèche; † 8. Oktober 1889 ebenda) war ein französischer Politiker.

## Biografie
Nach dem Studium der Rechtswissenschaft wird er Beamter in der Magistratsverwaltung, ehe er 1844 Königlicher Ankläger in Privas wurde. Nach einer kurzen Tätigkeit als Ankläger in Draguignan wurde er 1851 zum Generalprokurator am Appellationsgericht in Nîmes und war am Staatsstreich vom 2. Dezember 1851 beteiligt, den Napoleon III. zur Errichtung einer Diktatur nutzte. 1853 wurde er Gerichtsrat am Gericht von Nîmes, ehe er am 11. Oktober 1869 Präsident einer Kammer des Gerichts wurde. Darüber hinaus war er von 1865 bis 1871 auch Mitglied des Generalrats des Départements Ardèche und vertrat dort den Wahlkreis Kanton Montpezat-sous-Bauzon.
Am 8. Februar 1871 wurde er Mitglied der Nationalversammlung und vertrat in dieser als Mitglied der Union des Droites bis zum 7. März 1876 die Interessen des Départements Ardèche. Während dieser Zeit war er vom 22. Mai 1874 bis zum 10. März 1875 Justizminister in der Regierung von Premierminister Ernest Courtot de Cissey.
Nach seinem Ausscheiden aus der Nationalversammlung war er von Januar 1876 bis Januar 1885 Mitglied des Senats. Er trug den Orden als Ritter der Ehrenlegion.